# Jacob Anton Zallinger
Jacob Anton Zallinger zum Thurn (Soprabolzano, 26 luglio 1735 – Bolzano, 16 gennaio 1813) è stato un filosofo e canonista tirolese.
Era considerato un'autorità sulla teoria della gravitazione di Newton.

## Biografia
Zallinger studiò a Innsbruck e Monaco ed entrò nella Compagnia di Gesù a Landsberg am Lech il 9 ottobre 1753. Insegnò filosofia a Monaco dal 1758 al 1761, trasferendosi poi a Ingolstadt per studiare teologia. Fu ordinato sacerdote il 1º giugno 1765.
Dopo la soppressione dei gesuiti nel 1773, Zallinger insegnò filosofia a Dillingen e poi fisica a Innsbruck nel 1777. Si recò quindi ad Augusta, su invito del principe vescovo Clemente Venceslao di Sassonia, che lo assunse come professore di diritto canonico, al Collegio del SS. Salvatore. Ricoprì questo incarico per trent'anni (1777-1807). Dal 1797 al 1802 fu anche rettore dell'università.
Nel 1805 trascorse quattro mesi come teologo alla nunziatura apostolica di Ratisbona; in seguito trascorse a Roma sedici mesi, su invito di papa Pio VII come consigliere pontificio per gli affari tedeschi (1805-6). Insegnò anche a Trento.
Nel 1807 si concluse il suo incarico al collegio e fu dimesso senza pensione. Ritornò a Bolzano, dove visse con i familiari, dedicando il resto della sua vita a opere letterarie. Come canonista difese nuovamente i diritti dei papi e le tendenze febroniane in Germania; come filosofo si sforzò di sostituire il metodo scolastico con l'empirismo di Newton, della cui teoria gravitazionale fu un'autorità riconosciuta.
La sua opera più conosciuta è Interpretatio naturae, seu philosophia Newtoniana methodo exposita (1773), in cui difende la concezione copernicana del sistema solare e l'empirismo di Newton.

## Opere

### Opere canoniche
- (LA) Institutiones iuris naturalis et ecclesiastici publici, Augusta, Matthaeus Rieger, Sohne, 1784. Gand, 1823; Roma, 1832.
- De usu publici commentariolus, Augusta, 1784; Gand, 1823
- Historische Bemerkungen über das sogenannte Resultat des Emser Congresses, Francoforte e Lipsia, 1787
- Institutiones juris ecclesiastici, maxime privati, ordine Decretalium, 5 voll., Augusta, 1792-3; 3 voll., Roma, 1832.

### Opere filosofiche
- Lex gravitatis universalis ac mutuae cum theoria de sectione coni, Monaco, 1769.
- Interpretatio naturae, seu philosophia Newtoniana methodo exposita, 3 voll., Augusta, 1773.
- Disquisitiones philosophiae Kantianae, 2 voll., Augusta, 1799.